# Pterolophia secutoides
Pterolophia secutoides är en skalbaggsart som beskrevs av Stefan von Breuning och Heyrovsky 1964. Pterolophia secutoides ingår i släktet Pterolophia och familjen långhorningar. Inga underarter finns listade i Catalogue of Life.